# Formatervezők listája
Ez a világ ismertebb formatervezőinek listája. A magyar formatervezőket lásd: Magyar formatervezők listája szócikk alatt.
| Ábécé szerinti tartalomjegyzék                                                                           |
| --- |
| A, Á B C Cs D Dz Dzs E, É F G Gy H I, Í J K L Ly M N Ny O, Ó Ö, Ő P Q R S Sz T Ty U, Ú Ü, Ű V W X Y Z Zs |

## A
- Alvar Aalto
- Eero Aarnio
- Ron Arad
- Tadao Ando

## B
- Carlo Bugatti
- Dick Bruna
- Breuer Marcell
- Marianne Brandt
- Mario Bellini
- Peter Behrens
- Robert Brunner
- Rodolfo Bonetto
- Tord Boontje

## C
- Antonio Citterio
- Edd China
- Jacques Cooper
- Joe Colombo
- Le Corbusier
- Wells Coates

## D
- Robin Day
- Dieter Rams
- Donald Deskey
- Jean Dunand

## E, É
- Charles és Ray Eames
- Harley Earl
- Hartmut Esslinger

## F
- Kaj Franck
- Josef Frank
- Norman Foster
- Chip Foose

## G
- Gualtiero Galmanini
- Eileen Gray
- Giorgetto Giugiaro
- Hans Gugelot
- Konstantin Grcic
- Michael Graves
- Walter Gropius

## H
- Zaha Hadid
- Hans Hollein

## I
- Jonathan Ive

## J
- Ame Jacobsen
- Eva Jiricna
- Rob Janoff

## K
- Jan Kaplický
- Kaare Klint
- Shiro Kuramata
- Wilhelm Kage

## L
- Lelkes Péter
- El Liszickij
- Gillis Lundgren
- Michele de Lucchi
- Raymond Loewy
- Ross Lovegrove

## M
- Bruno Mathsson
- Carlo Mollino
- Charles Rennie Mackintosh
- Enid Marx
- Enzo Mari
- Javier Mariscal
- Syrie Maugham

## N
- George Nelson
- Eliot Noyes
- Marc Newson
- Fabio Novembre

## P
- John Pawson
- Verner Panton
- Gaetano Pesce

## R
- Aldo Rossi
- Alekszandr Rodcsenko
- Gerrit Rietveld
- Karim Rashid
- Jens Risom
- Ludwig Mies van der Rohe
- Paul Rand

## S
- Ban Sigeru
- Eero Saarinen
- Richard Sapper
- Borek Sípek
- Svenska Slöjdföreningen
- Ettore Sottsass
- Philippe Starck

## T
- Giuseppe Terragni
- Matteo Thun
- Walter Dorwin Teague

## V
- Henry van de Velde

## W
- Tapio Wirkkala
- Elsie de Wolfe
- Russel Wright

## Z
- Marco Zanuso
- Eva Zeisel